# 加利玛福音书

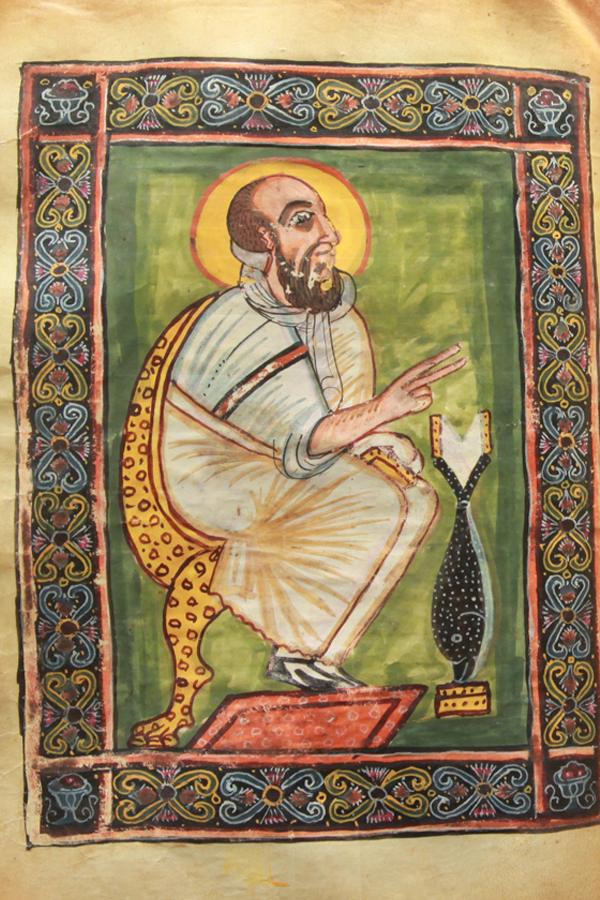
加利玛二号福音书中圣史马可的形象。

加利玛福音书是两本以吉玆语写成的古老福音书。其中加利玛二号福音书据信是目前存世的最古老的有插图且完整的基督教手稿。修道院传统认为该福音书的书写年代约是在公元500年左右，这一估计受到放射性碳定年法的支持。加利玛二号的样本的年代约在390年至570年之间，其在加利玛一号中的同卷样本的年代约在530至660年之间。
两本福音书是埃塞俄比亚福音书版本的重要见证，它们也是早期拜占庭文本样式福音书最早的见证之一。加利玛福音书是目前学者们所知的最古老的埃塞俄比亚手稿。西方学界之前按古文字学分析，曾认为加利玛福音书的年代约在1100年以降。
加利玛福音书藏于埃塞俄比亚的阿巴·加利玛修道院且从未离开过此地。尽管在9世纪至14世纪之间，该地曾被穆斯林占领，加利玛福音书可能被藏在山洞中数个世纪，然后才被重新发现。